# Fox Networks Group
Fox Networks Group (FNG), là một đơn vị của Walt Disney Direct-to-Consumer & International (trước đây là 21st Century Fox) chuyên sản xuất và phân phối các kênh truyền hình trả tiền. FNG hiện đang sản xuất và phân phối hơn 300 kênh giải trí, thể thao, thực tế và phim trong 45 ngôn ngữ trên khắp các nước Mỹ Latinh, châu Âu, châu Á và châu Phi, sử dụng nhiều thương hiệu, bao gồm Fox, STAR India, Fox Sports, Fox Life, National Geographic, Fox Movies, STAR Movies, Baby TV, StarPlus, và STAR Gold. Trong đó còn có các thương hiệu dịch vụ theo yêu cầu FOX Play, FOX+ và Hotstar đã tiếp cận hơn 1.725 tỷ hộ gia đình trên khắp thế giới.
Trước tháng 3 năm 2019, FNG cũng sở hữu các đơn vị nội địa tại Mỹ bao gồm Fox Television Group, Fox Cable Networks, Fox Sports Media Group, Fox News Group, National Geographic Partners và Fox Networks Digital Consumer Group. Sau khi Disney mua lại 21CF, các đơn vị tại Mỹ của FNG đã bị phân tán giữa Công ty Fox của Murdoch và Walt Disney Television trong khi các đơn vị không thuộc Mỹ (trước đây là Fox International Channel) sau đó đã được sáp nhập vào Walt Disney Direct-to-Consumer & International.

## Lịch sử

### Fox International Channels
Fox International Channels (nay là Fox Networks Group) được thành lập vào năm 1993 để làm đơn vị cho doanh nghiệp đa phương tiện quốc tế thuộc sở hữu bởi News Corporation của Rupert Murdoch sau khi mua lại STAR TV với mục đích phục vụ các kênh truyền hình quốc tế của mình.
Vào tháng 1 năm 2016, 21st Century Fox đã công bố việc tái tổ chức các doanh nghiệp truyền hình ngoài nước Mỹ. Fox International Channels, hoạt động tách biệt với các doanh nghiệp truyền hình nội địa của 21CF, sẽ bị loại bỏ, và người đứng đầu các bộ phận trong khu vực sẽ báo cáo với Giám đốc điều hành của Fox Networks Group là Peter Rice và CEO Randy Freer, do đó sẽ sáp nhập các doanh nghiệp truyền hình quốc tế vào Fox Networks Group.
Vào ngày 14 tháng 12 năm 2017, Công ty Walt Disney chính thức tuyên bố ý định mua lại hầu hết tài sản của 21CF . Các doanh nghiệp được Disney mua lại bao gồm FX Networks, một phần trong National Geographic Partners và các hoạt động quốc tế của Fox Networks Group. Nhưng gia đình Murdoch sẽ giữ quyền sở hữu Fox Broadcasting Company, Fox Television Stations, các hoạt động nội địa của Fox Sports, Fox News Channel và Fox Business Network, thông qua một công ty mới (có tên là Fox Corporation). Disney cũng có ý định muốn mua lại các kênh thể thao khu vực Fox Sports Networks, nhưng Bộ Tư pháp Hoa Kỳ đã ra lệnh rằng Fox Sports Networks phải được bán trong vòng 90 ngày kể từ ngày đạt được thỏa thuận.

Biểu tượng được sử dụng từ năm 2010 để 2012.

## Đơn vị

### Quốc tế
| Country Subsidiary                                       | Fox                                                                                                  | Fox Crime                                | Fox Comedy | Fox Life                                                       | Fox Sports | Fox Movies                                             | Nat Geo                      | Nat Geo Wild                                       | Nat Geo People | 24Kitchen                                            | BabyTV (Baby Network Ltd.) | Khác |
| -------------------------------------------------------- | --- | ---------------------------------------- | ---------- | -------------------------------------------------------------- | ---------- | ------------------------------------------------------ | ---------------------------- | -------------------------------------------------- | -------------- | ---------------------------------------------------- | -------------------------- | --- |
| Fox Networks Group UK                                    | Yes                                                                                                  | No                                       | No         | No                                                             | No         | No                                                     | Yes                          | Yes                                                | No             | No                                                   | Yes                        | YourTV (ngày 1 tháng 10 năm 2015-2019)                                                                     |
| Fox Networks Group Italy                                 | Yes                                                                                                  | Yes                                      | No         | Yes                                                            | No         | No                                                     | Yes                          | Yes                                                | No             | No                                                   | Yes                        | |
| Fox Networks Group Bulgaria                              | - Albania - Bulgaria - Croatia - Estonia - Hungary - Latvia - Macedonia - Serbia - Slovenia - Russia | - Bulgaria - Croatia - Serbia - Slovenia | No         | - Bulgaria - Croatia - Estonia - Macedonia - Serbia - Slovenia | No         | - Balkan - Croatian - Macedonian - Serbian - Slovenian | - Latvia - Estonia - Romania | - Albania - Bulgaria - Croatia - Serbia - Slovenia | - Romania      | - Bulgaria - Croatia - Macedonia - Serbia - Slovenia | - Hungary - Romania        | [ 9 ] |
| Fox Networks Group España (Tây Ban Nha)                  | Yes                                                                                                  | No                                       | No         | Yes                                                            | Yes        | No                                                     | Yes                          | Yes                                                | Yes            | No                                                   | Yes                        | - Viajar                                                                                                   |
| Fox Networks Group France (Pháp)                         | No                                                                                                   | No                                       | No         | Yes                                                            | No         | No                                                     | Yes                          | Yes                                                | Yes            | No                                                   | Yes                        | - Voyage                                                                                                   |
| Fox Networks Group Greece (Hy Lạp)                       | Yes                                                                                                  | No                                       | No         | Yes                                                            | No         | No                                                     | Yes                          | No                                                 | No             | No                                                   | Yes                        | |
| Fox Networks Group Portugal (Bồ Đào Nha)                 | Yes                                                                                                  | Yes                                      | Yes        | Yes                                                            | No         | Yes                                                    | Yes                          | Yes                                                | Yes            | Yes                                                  | Yes                        | - Mundo Fox Africa                                                                                         |
| Fox Networks Group Poland (Ba Lan)                       | Yes                                                                                                  | No                                       | Yes        | Yes                                                            | No         | No                                                     | Yes                          | Yes                                                | Yes            | No                                                   | Yes                        | |
| Fox Networks Group Scandinavia (multiple business units) | Yes                                                                                                  | No                                       | No         | No                                                             | No         | No                                                     | Yes                          | Yes                                                | Yes            | No                                                   | No                         | |
| Fox Networks Group Turkey (Thổ Nhĩ Kỳ)                   | [ 11 ]                                                                                               | Yes                                      | Yes        | Yes                                                            | Yes        | No                                                     | Yes                          | Yes                                                | Yes            | 2012                                                 | Yes                        | - FX - TGRT Haber - TGRT Belgesel                                                                          |
| Fox Networks Group Germany (Đức)                         | Yes                                                                                                  | No                                       | No         | No                                                             | No         | No                                                     | Yes                          | Yes                                                | No             | No                                                   | Yes                        | [ 16 ] |
| Fox Networks Group Benelux                               | Yes                                                                                                  | No                                       | No         | No                                                             | Yes        | No                                                     | Yes                          | Yes                                                | No             | Yes                                                  | Yes                        | |
| Fox Networks Group Middle East (Trung Đông)              | Yes                                                                                                  | Yes                                      | Yes        | Yes                                                            | Yes        | Yes                                                    | Yes                          | Yes                                                | Yes            | No                                                   | Yes                        | Star Movies Star World Fox Rewayat Fox Family Movies Fox Action Movies FX                                  |
| Fox Networks Group Latin America (Mỹ Latin)              | Yes                                                                                                  | No                                       | No         | Yes                                                            | Yes        | No                                                     | Yes                          | Yes                                                | No             | No                                                   | No                         | FX Fox Premium Cinecanal Film Zone Nat Geo Kids                                                            |
| Fox Networks Group Africa (Châu Phi)                     | Yes                                                                                                  | Yes                                      | No         | No                                                             | Yes        | No                                                     | Yes                          | Yes                                                | Yes            | No                                                   | Yes                        | Nat Geo Gold FX                                                                                            |
| Fox Networks Group Asia Pacific (Châu Á Thái Bình Dương) | Yes                                                                                                  | Yes                                      | No         | Yes                                                            | Yes        | Yes                                                    | Yes                          | Yes                                                | Yes            | No                                                   | Yes                        | Fox Action Movies Fox Family Movies FX Star Chinese Channel Star Chinese Movies Star Chinese Movies Legend |

### Các đơn vị cũ tại Mỹ
- Fox Networks Digital Consumer Group - Các dịch vụ video theo yêu cầu FX Now, Fox Now, Nat Geo TV and Fox Sports Go

#### Fox Television Group
- Fox Broadcasting Company - đã tách rời sang Fox Corporation
- 20th Century Fox Television - đã chuyển sang Walt Disney Television
  - Fox 21 Television Studios
  - Fox Television Animation
  - 20th Television
    - Lincolnwood Drive, Inc.

#### Fox Cable Networks

##### National Geographic Partners
(đã chuyển sang Walt Disney Television)
Một sự hợp tác được sở hữu 73% cổ phần bởi Fox với National Geographic Society
- National Geographic Global Networks
  - National Geographic
  - Nat Geo Kids
  - Nat Geo Music
  - Nat Geo People
  - Nat Geo Wild
  - National Geographic Studios
- National Geographic Media, print, digital publishing, travel and tour operations

##### FX Networks
(đã chuyển sang Walt Disney Television)
- FX
- FXX
- FXM
- FX Productions
  - DNA TV Limited - Hợp tác với DNA Films, hoạt động dưới sự quản lý bởi DNA Film

##### Fox Sports Media Group
- Fox Sports - đã tách rời sang Fox Corporation, cùng với các kênh truyền hình cáp toàn quốc và Big Ten Network
  - FS1
  - FS2
  - Fox Deportes
  - Fox Soccer Plus
  - Big Ten Network (sở hữu 51% cổ phần cùng với Big Ten Conference)
- Fox Sports Networks - đã bán cho Sinclair Broadcasting Group and Entertainment Studios
  - Arizona
  - Detroit
  - Florida/Sun
  - Midwest (subfeeds: Indiana, Kansas City)
  - North
  - Ohio/SportsTime Ohio
  - South / Fox Sports Southeast (subfeeds: Carolinas, Tennessee)
  - Southwest (subfeeds: Oklahoma, New Orleans)
  - West/Prime Ticket (subfeed: San Diego)
  - Wisconsin
  - YES Network (80% equity)
- Fox College Sports - đã bán cho Sinclair and Entertainment Studios
- Home Team Sports (HTS)
  - Fox Sports College Properties
  - Impression Sports & Entertainment

#### Fox Television Stations Group
(đã tách sang Fox Corporation)
- Fox Television Stations
  - 28 đài truyền hình địa phương
  - MyNetworkTV
  - Movies! (50%)

#### Fox News Group
(đã tách sang Fox Corporation)
- Fox News Channel
- Fox Business Network
- Fox News Radio
- Fox News Talk
- Fox Nation